# Michał Rapacz
Michał Rapacz (ur. 16 września 1904 w Tenczynie, zm. 12 maja 1946 w Płokach) – polski ksiądz katolicki, administrator parafii w Płokach, zamordowany przez komunistyczną bojówkę, błogosławiony Kościoła katolickiego.

## Dzieciństwo i nauka
Michał Rapacz urodził się we wsi Tenczyn w powiecie myślenickim 16 września 1904 roku. Był synem Jana i Marianny z domu Wójcik. Rodzice, głęboko religijni, byli rolnikami. Ukończył gimnazjum w Myślenicach, a w 1926 wstąpił do Wyższego Seminarium Duchownego Archidiecezji Krakowskiej. Studiował na Wydziale Teologicznym Uniwersytetu Jagiellońskiego. 1 lutego 1931 roku przyjął święcenia kapłańskie.

## Działalność duszpasterska
Jego pierwszą placówką duszpasterską była parafia w Płokach koło Trzebini, gdzie pracował jako wikariusz w latach 1931–1933. Wikary opiekował się stowarzyszeniami młodzieży, założył teatr amatorski, duszpasterzował wśród chorych i ubogich. W 1933 został przeniesiony do parafii św. Wawrzyńca Diakona Męczennika i św. Kazimierza Królewicza w Rajczy. W 1937 powrócił do Płok, gdzie od 1 listopada został administratorem parafii.
Po zajęciu Polski przez Armię Czerwoną w powiecie chrzanowskim, na terenie którego znajdują się Płoki, komuniści wzmocnili swoje wpływy. Stąd rekrutowali się pracownicy UB i aktywiści lokalni – miejscowa komórka PPR wystąpiła z wnioskiem o przyłączenie Polski do ZSRR. Ksiądz stał się celem ataków PPR-owców. Zaczął otrzymywać pogróżki.

## Śmierć

### „Wyrok”
Wyrok na Michała Rapacza wydano prawdopodobnie w kwietniu 1946 na zebraniu partii komunistycznej w Trzebini. Ksiądz został ostrzeżony przez jednego z uczestników tego zebrania (za pośrednictwem leśniczego), jak również przez dwóch innych parafian. Namawiano go, aby opuścił Płoki, lecz ksiądz odmówił powołując się na obowiązek duszpasterski i sumienie. Mówił na jednym z ostatnich kazań:

Choćbym miał trupem paść, nie zaprzestanę tej Ewangelii głosić i nie wyrzeknę się własnego krzyża.

### Morderstwo
W nocy z 11 na 12 maja 1946 (sobota-niedziela) do budynku plebanii wtargnęła bojówka złożona z komunistycznych działaczy w liczbie około 20. Świadkiem napadu była Katarzyna Kutryba, siostra księdza, która prowadziła mu gospodarstwo. Zamknięta w swoim pokoju przez napastników słyszała głośniejsze wypowiedzi księdza. Wynika z nich, że prawdopodobnie odczytano mu wyrok śmierci, a wyprowadzany z plebanii powtarzał Niech się dzieje Twoja wola, Panie. Ksiądz Rapacz najpierw ciągnięty na powrozie wokół kościoła, bity, został wzięty do oddalonego o ok. 1 km lasu. Tam uderzono go twardym przedmiotem w głowę i zastrzelono z pistoletów – oddano 4 strzały. Aby nikt nie wezwał pomocy, domowników trzymano pod lufami pistoletów do 3 nad ranem.

### Śledztwo

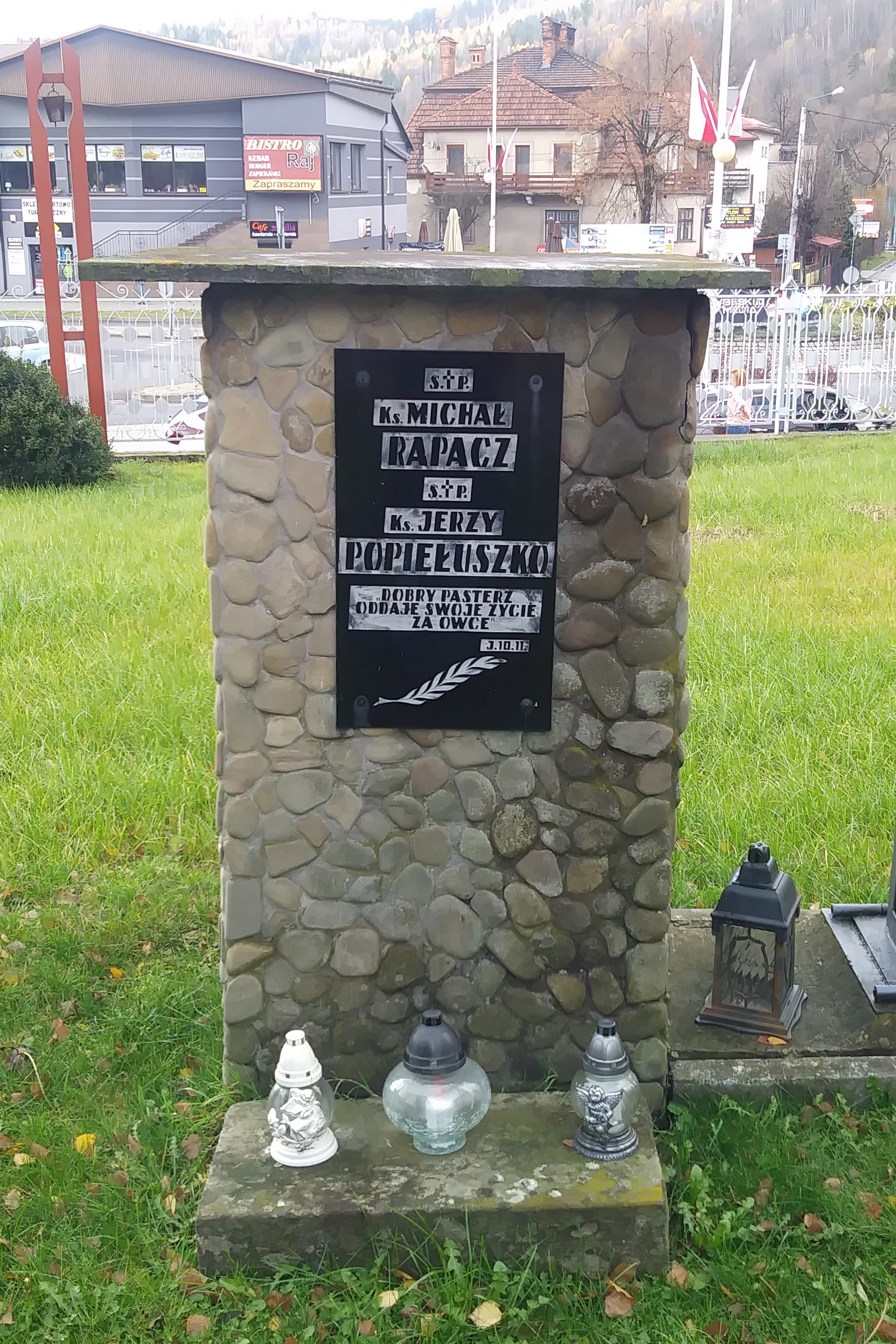
Pomnik pamięci ks. Michała Rapacza i ks. Jerzego Popiełuszki w Rajczy (2019)

Okoliczności śmierci odtworzono na podstawie sprawozdania proboszcza w Trzebini, ks. Leona Bzowskiego z 1946, przeprowadzonej przez Milicję wizji lokalnej – śledztwo prowadził funkcjonariusz UB oskarżony potem o zamordowanie działacza PSL – Narcyza Wiatra Zawojnego, raportu z sekcji zwłok, oraz badań balistycznych i zeznań ponad 15 świadków.
W 1996 w sprawie śmierci ks. Rapacza wszczęto nowe śledztwo na podstawie doniesienia otrzymanego przez Komisję Zbrodni przeciwko Narodowi Polskiemu. Zdołano ustalić nazwiska funkcjonariuszy UB, ale nikomu nie postawiono zarzutów. W 2002 umorzono śledztwo.
Pochowany został w rodzinnej parafii w Lubniu obok niedawno zmarłej matki, o czym zdecydowała Katarzyna Kutryba, rozżalona na miejscowych parafian. Staraniem proboszcza Stanisława Jałocha w 1980 przeprowadzono ekshumację i pochowano zwłoki przy kościele w Płokach.

## Proces beatyfikacyjny

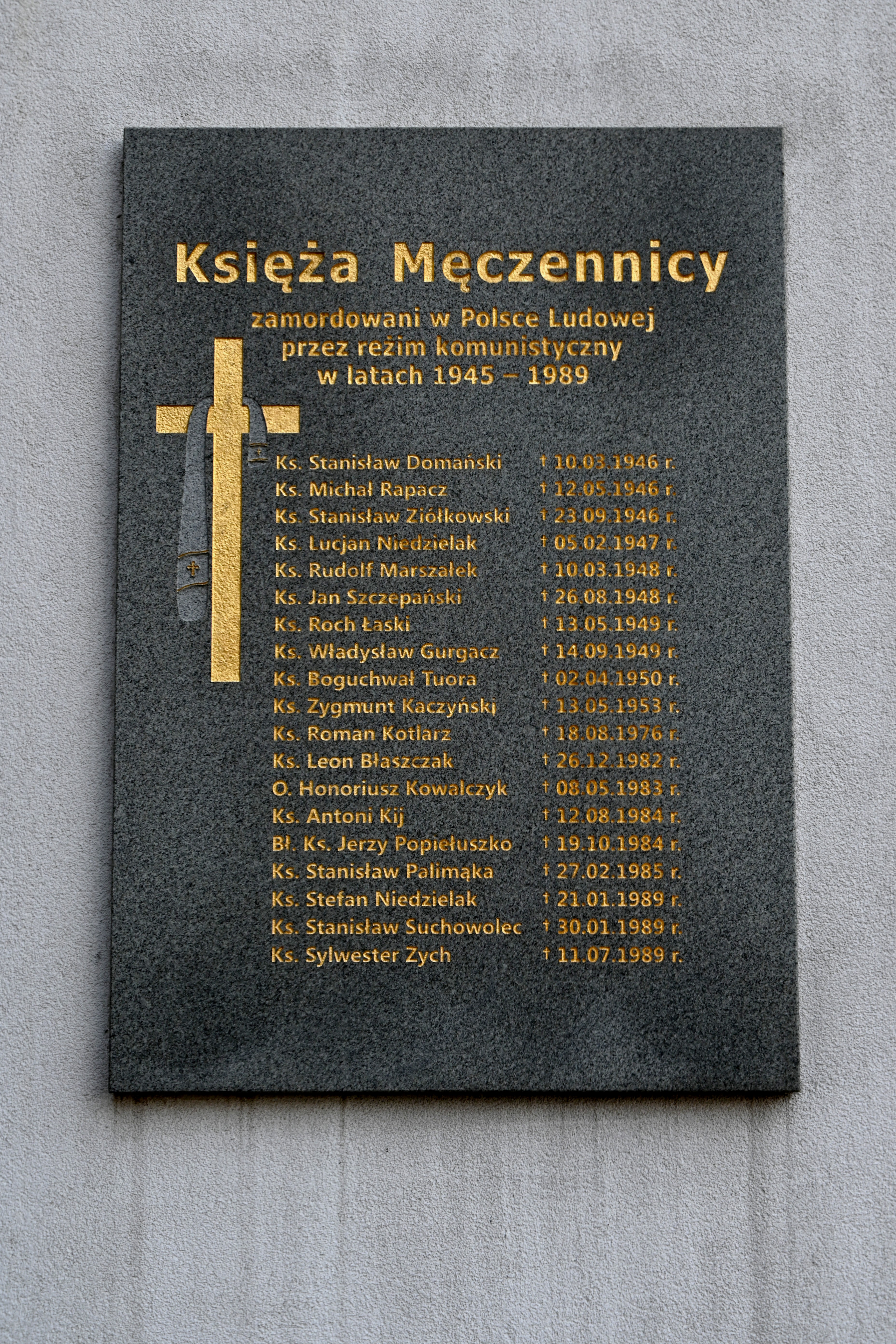
Tablica upamiętniająca księży zamordowanych w Polsce Ludowej, umieszczona przy wejściu do Sanktuarium Matki Bożej Królowej Polskich Męczenników w Warszawie.

Zrodził się lokalny kult kapłana męczennika. Z inicjatywy biskupa Juliana Groblickiego zaczęto gromadzić świadectwa i relacje. Archidiecezja krakowska rozpoczęła w 1992 jego proces beatyfikacyjny. Zebrane materiały poddano ocenie i przekazano do Stolicy Apostolskiej. 24 stycznia 2024 papież Franciszek zatwierdził dekret o męczeństwie ks. Rapacza. W lutym 2024 archidiecezja krakowska ogłosiła, że beatyfikacja polskiego męczennika odbędzie się w czerwcu tego samego roku. 19 kwietnia 2024 dokonano ekshumacji  i kanonicznego rozpoznania doczesnych szczątków ks. Michała Rapacza i złożono w sarkofagu znajdującym się w ołtarzu bocznym sanktuarium Matki Bożej Opiekunki Rodzin Robotniczych w Płokach.
Beatyfikowany podczas uroczystej mszy świętej w sanktuarium Bożego Miłosierdzia w Krakowie-Łagiewnikach 15 czerwca 2024. Prefekt Dykasterii Spraw Kanonizacyjnych kard. Marcello Semeraro, który przewodniczył mszy beatyfikacyjnej w homilii stwierdził m.in.:

Poprzez Eucharystię, którą sprawował codziennie, rozpoznajemy w kapłańskim „oto jestem” błogosławionego księdza Michała Rapacza echo „tak” wypowiedzianego przez Jezusa Chrystusa. Dla proboszcza z Płok Eucharystia była fundamentem jego życia jako człowieka Boga. Szerzenie miłości do Chrystusa obecnego w konsekrowanym Chlebie było dla niego jedynym skutecznym lekarstwem na ateizm, materializm i wszystkie te światopoglądy, które zagrażają godności człowieka.

Jego wspomnienie liturgiczne zostało wyznaczone na dzień 12 maja (dies natalis).